# Chelonus bucculentus
Chelonus bucculentus är en stekelart som beskrevs av Mccomb 1968. Chelonus bucculentus ingår i släktet Chelonus och familjen bracksteklar. Inga underarter finns listade i Catalogue of Life.